# Capità (futbol)
El capità d'un equip de futbol és el jugador escollit per ser el líder de l'equip, representant, dins del camp de joc, a tots els seus companys davant els àrbitres del partit i també té al seu càrrec l'organització i comandament de l'equip d'acord amb les ordres de l'entrenador i també d'acord amb la situació i la seva visió de joc. Fins i tot, qualsevol reconvenció o advertència de l'àrbitre davant l'equip li és comunicada sovint al capità.
Així mateix, fora dels terrenys de joc també té una representació de la plantilla de jugadors de l'equip, ja sigui davant de la directiva del club o combinat nacional com en actes institucionals d'aquest. Normalment, aquesta funció acostuma a desenvolupar el membre més veterà de l'equip (el més representatiu).
Sobre el terreny de joc, es distingeix dels altres pel braçalet que porta al braç.

## Responsabilitats
L'única responsabilitat oficial d'un capità especificada per les regles del joc és abans de l'inici de cada partit, és l'encarregat de participar en el sorteig de camps amb els àrbitres i el capità de l'equip contrari (per triar els extrems o tenir el llançament) i abans de la tanda de penals. Contràriament al que es diu de vegades, els capitans no tenen autoritat especial segons les lleis per impugnar una decisió de l'àrbitre. Tanmateix, els àrbitres poden parlar amb el capità d'un equip sobre el comportament general de l'equip quan sigui necessari.
En general, el capità proporciona un punt de reunió per a l'equip: si la moral és baixa, serà el capità qui mirara d'augmentar l'ànim del seu equip.